# ビートルズ論争
ビートルズ論争（ビートルズろんそう）は、来日時のビートルズをめぐって、作家小林信彦と当時駆け出しの作家でもあった音楽評論家松村雄策の間で生じた対立を第三者（マスコミ）が興味本位に「ビートルズ論争」とネーミングしたもの。主に1991年7月から1992年2月までの両者の公式発言からその対立が窺われる。小林は松村を作家としても音楽評論家としても認めることなく「作家に嫌がらせをする一人の無知なビートルズファン」と見下した対応を続け、それを不服とする松村が『ロッキング・オン』誌上で批判を展開するという構図だった。両者で争点を定めて論争をしたわけではない。

## 発端と経緯

### 発端
松村雄策が1991年6月1日発売の『ロッキング・オン』7月号に「再び天下を取った男 ポール・マッカートニー、余裕のスタジオ・ライヴ『公式海賊版』」と題する評論を発表。この文の中で
1.『小説新潮』同年4月号と5月号に掲載の小林信彦の小説『ミート・ザ・ビートルズ』
2.『小説新潮』5月号掲載の小林信彦・萩原健太の対談「ビートルズ元年の東京」
の2つに触れて「これは『バック・トゥ・ザ・フューチャー』と『抱きしめたい』というふたつの映画を合わせたようなものである。そうなると1966年の日本のビートルズがどれだけ正確に詳細に書かれているかが気になるところであるが、読んでいておかしなところがずいぶんある。単行本にするのならしっかりと手を加えて貰いたい」という主旨の指摘をした。
すると1991年7月2日に小林信彦からロッキング・オン社社長の渋谷陽一に電話があった。内容は「あの小説については、ビートルズに詳しい連中にチェックさせたので自信を持っている。批判をするなら具体的に書いてもらいたい。単行本にする締切があるので今週中にそれを書いて送ってもらいたい」という主旨だった。

### 松村による指摘
そこで松村雄策は7月5日までに具体的におかしいと思ったことを書き、渋谷陽一経由で小林信彦に送付した。同時に、その全文が、8月1日発売の『ロッキング・オン』9月号に「小林信彦氏に答える－『ミート・ザ・ビートルズ』の疑問点」として、一連の経緯とともに掲載された。松村雄策の指摘事項は、およそ次の通りだった。

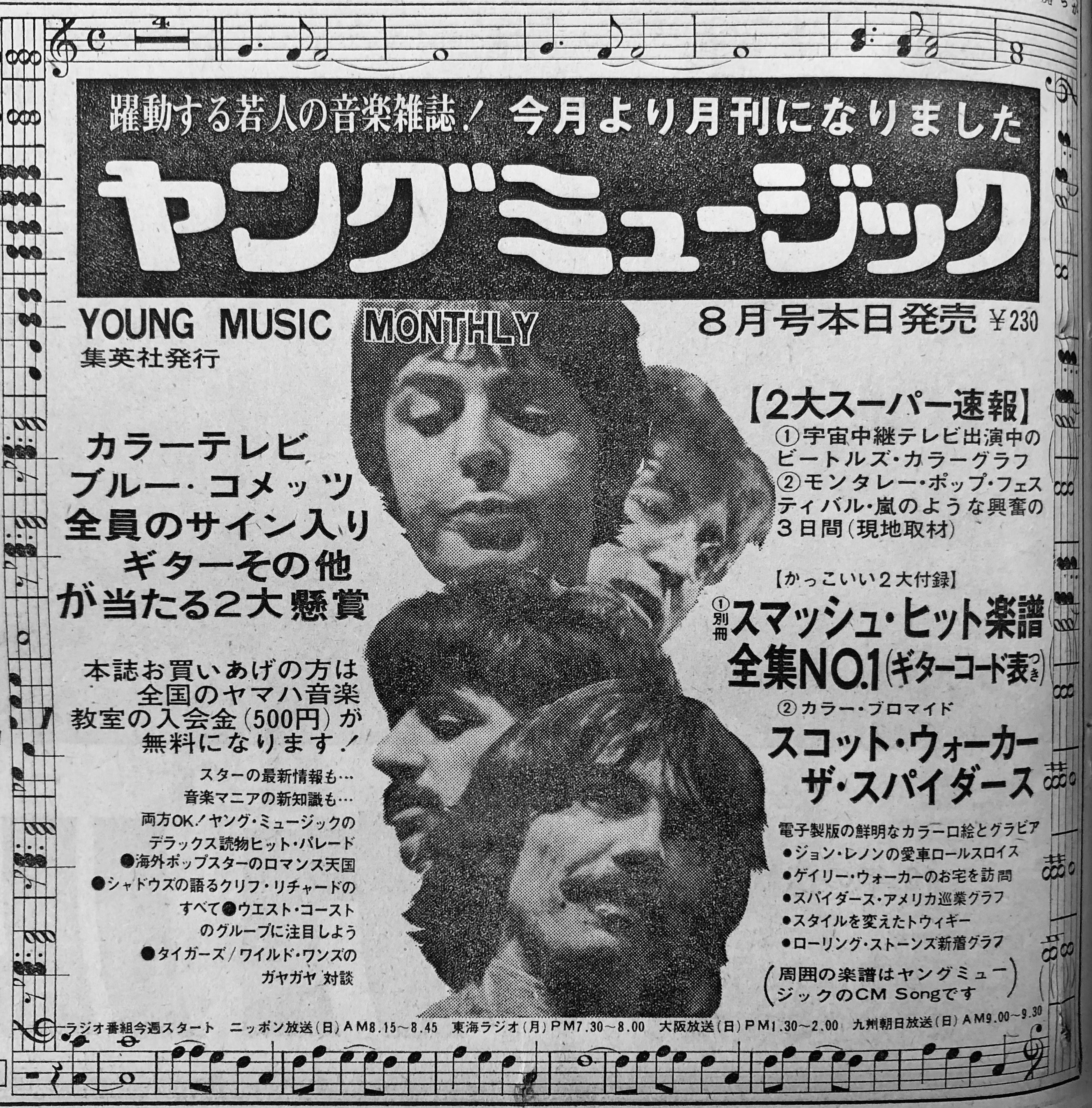
実在した雑誌『ヤングミュージック』の新聞広告

小説『ミート・ザ・ビートルズ』について
「ヤング・ミュージック」
架空の雑誌名称として使用していると思われるが、当時集英社から出された同名の雑誌（NCID AN10270461）が実在する。混同を避けるために別名称にしたほうが良い。
「チケット申込が7倍……」
チケット購入の申込者数は21万人とも23万人とも言われている。それに対して入場可能だったのは5万人であるから、正しくは4.2倍から4.6倍ということになる。
「チケット」
当時は「チケット」という言い方はしていない。「入場券」か「切符」。
「私が行く初日は、前座がザ・ドリフターズなのよね」
これでは毎回前座が違ったように思われる。しかし、実際には前座は5回とも同じ（注：これは松村の誤りで、ブルー・ジーンズ、ブルー・コメッツ、ザ・ドリフターズ、内田裕也、尾藤イサオ、桜井五郎、望月浩らが入れ替わり出演した）。
「昔はドノヴァンて呼ばれていたんだけど、いまや、〈ビートル・キャップ〉になっちゃった」
ドノヴァンというのはイギリスのフォークシンガーの名前。そのドノヴァンが被っていたのがドノヴァン・ハット。したがって正しくは「昔はドノヴァン・ハットと呼ばれていたんだけど」となるはず。
「加山雄三って、恥ずかしいじゃない」
あの当時加山雄三を恥ずかしいと思っていた人はほとんどいなかったのではないか。当時の加山雄三は大スターであって恥ずかしい存在になったのはの2～3年後からだったと思う。
対談『ビートルズ元年の東京』について
「司会者のエリック・H・エリックが曲の紹介をしようとして『次は……』っていうと……」
エリックは曲の紹介はしていない。
「僕はかなりいい席だったと思うんだけど、ワァーッとなったら、もうあとは何もきこえない」
僕（松村）は普通の席だったと思うがちゃんと聴こえた。当時ウェスタン・カーニヴァルなどでは聴こえないことはあったがそれと比べれば観客はおとなしいものだった。
「ポールのおじいさんは芸人でしょ」
そういう事実はない（注：ポールの父親がアマチュアミュージシャンとして有名であったという事実はある）。
以上のような指摘をしてから、松村雄策は次のように締めくくった。
「基本的に、この小説は、「ビートルズ来日事件」の取材はしてあっても「ビートルズ」の取材はしていないと思いました。レコード店やビデオ店に行けばすぐに入手ができる「ビートルズ武道館コンサート」のビデオさえも、チェックがされてはいないことは明白です。まことに遺憾に存じます。」

### 小林の反応
これに対して小林信彦は『ロッキング・オン』ではなく、『東京新聞』7月20日夕刊に「〈おたく〉の病理学」と題するコラムを発表し、松村の批判を部分的な事実のみに固執する病理的なおたくの一例として位置づけた上で、以下のように言及した。
「『ミート・ザ・ビートルズ』という小説を書いたために、ボクは一人の〈ビートルズおたく〉のいやがらせを受けたが、ビートルズについて（年齢的に見ても）無知なのに、自分がすべてを知っていると信じこんでいるのがブキミで、半狂人としか言いようがない。」

### 松村の抗議
これを読んだ松村雄策は、『ロッキング・オン』10月号に「小林信彦の終焉は見たくない」と題する文を発表。その主旨は次の通りだった。
- 本来なら小林信彦の最初の要求は、『ロッキング・オン』誌上でも『小説新潮』誌上でも正式な形で発表すべきであった。こちらとしてはそれから対応してもよかった。（なお、ロッキングオンは、松村自身が創刊メンバーとしてかかわっている雑誌である。）
- さらに批判した相手に自分の間違いを教えてくれと頼むとは情けない話であってそれを断ることもできた。
- しかし先輩作家の言うことだからと協力するつもりで忙しい中に期限内に手紙を書いて送り、要求に応えたら礼の一つもなく、それどころか夕刊のコラムで指摘されれば逃げられるような形で人を半狂人呼ばわりした。
- 反論を書くならはっきりと書け。情けないことをするな。
- 松村雄策の経歴を調べたらビートルズについて無知とは書けないはずだ。どうしてしっかり調査して書くということができないのか。
- 発表した作品がちょっとでも批判されればそれを「いやがらせ」としか考えられないような人間は作家を名乗る資格がない。
- こういうものを書いた以上、小林は意地でも指摘どおりに間違いを直さずに単行本化するだろう。もし指摘どおりに直して発売したら、それは小林信彦という作家の終焉を意味する。

### 小林の反論
この抗議に対して小林信彦は『小説新潮』10月号に「『ミート・ザ・ビートルズ』迷惑日誌」と題する文を発表し、そのなかで松村の無知を指摘するとともに、松村を名誉毀損で訴える可能性に言及し、特に以下の点について述べた。
- 小説中の、「私が行く初日は、前座がザ・ドリフターズなのよね」という部分について、松村はどのような理由からか、「前座は毎回同じ」と断言しているが、事実として、ザ・ドリフターズは５回公演のうちの２回しか出ていない。これはこのコンサートに関する基礎的な事実で、その時代に実際にコンサートに行った多くの人が知っていただろうし、今でも簡単にチェックできる。松村は細部に固執しているように見えるにもかかわらず、実際は根本的なことに無知なのではないか？
- 対談で述べた「芸人」というのは、アマチュアのミュージシャンを含めている。実際、商売としてやらなくても「あいつは芸人だ」と言うことがある。要は、事実として、音楽をやる系統が家族にあったということ。
- 実際に『ビートルズ武道館コンサート』のビデオは『小説新潮』編集部から受け取っている。「『ビートルズ武道館コンサート』のビデオさえも、チェックがされていないことは明白です」と一方的に書かれたのは名誉毀損にあたる。

### 松村の再反論
これに対して松村雄策は『ロッキング・オン』12月号に「ネバー・ミート・ザ・ビートルズ」と題する文を発表。それは次のような主旨だった。
- これは1966年にタイム・トリップしたという小説であるが、（松村にとっての）その時代の空気が書かれていないと感じた。
- 「私が行く初日は、前座がザ・ドリフターズなのよね」という表現に対して、自分が「これでは、前座は毎回違っていたように思われる」「実際には前座は５回とも同じ」と書いたことについては誤りを認める。言いたかったのは、「前座は5回とも同じ」ということではなく、「前座にザ・ドリフターズも出る」と書くべき（ドリフターズをことさら特別視しない）ということである。当時は、ザ・ドリフターズが前座に出ようとビートルズが加山雄三と会おうとおかしいとは思わない時代だった。
- 「商売としてやらなくても『あいつは芸人だ』と言う」というのは言い訳にすぎない。
- 他の指摘事項についての見解はどうなのか（反論している項目が選択的になっている理由を知りたい）。
- チケット申し込み倍数に関して、ビートルズは三日間で五回公演した。入場希望者数21万人を5で割れば答えは約4である。小林は3で割ったのではないか？
- 小林信彦はビートルズに興味がないと感じる。
- 武道館コンサートのビデオには、司会者が最初と最後にしか出てこないので、「司会者のエリック・H・エリックが曲の紹介をしようとして、『次は……』っていうと」という発言から、ビデオを見ていないと考えられる。

### 事態の波及
ここまできた段階で、他誌もこの論争に注目するようになった。『週刊SPA!』11月16日号で揶揄的に取り上げられたこともある（そのときの記事見出しに使われたのが「ビートルズ論争」というネーミング）。しかし同誌の記事は取材不足が明白で、事実を伝える機能すら果たさなかった。このため、同誌12月11日号には編集部からの謝罪記事が掲載される騒ぎになってもいる。

### 小林の再抗議
一方、小林信彦は『本の雑誌』12月号に「事実と小説のあいだ」と題する文を発表。個々の事実、時代背景を吟味しながら、以下の点を指摘した。
- 「ヤング・ミュージック」という誌名は時代色がよく出ていて使った名前であり、このままでかまわない。 だれが具体的に迷惑するのか？
- 事実として、チケット申込の倍率は関係筋に消えたのを考慮すると12倍以上になる。以前の松村の誤りと同様、松村はこういう基本的な事情について無知なのではないか？登場人物は業界の裏にも通じているという設定なので、正確な数字はともかく、このあたりの感覚がおおよそあると考えるのは自然である。そのような設定の登場人物が、大体7倍あたりと考えるのは、その当時業界の中にいた自分からみても、妥当である。
- 事実として、ぼくが仕事をしていた日本テレビでは、「チケット」「入場券」いずれもありだった。
- 松村も認めるように、ドノヴァンは帽子の名前として使われている。こういう言葉は風俗の一部として触れてあり、もともと人名から由来したものかどうかが、なんで関係しているのか？小説の中で大事な役割を持っている訳ではないし、こういう蘊蓄を説明する意味は全くない。帽子は帽子であり、風俗の一部として正確である。松村のいうような「ドノヴァンはもとは音楽家の名前で」などという詳細を小説でいちいち説明しろというのなら、たとえば小説の登場人物がすべての用語について説明的会話をするしかない。さらに、そのようなやりかたはぼくの小説作法に反する。
- 加山雄三についての基礎的な事実として、以下の事を知ってから言及すべき：東宝はあの手この手で加山雄三をスターにしようとして失敗し、若大将シリーズの『エレキの若大将』（1965年）の挿入歌『君といつまでも』のヒットでようやく実質的なスターになれた。

### 松村の再々反論
これに対して松村雄策は『ロッキング・オン』1992年2月号に「消えろ、『ミート・ザ・ビートルズ』」と題する文を発表。次のような内容だった。 
- 「ヤングミュージック」については、1967年1月に集英社から出ている音楽雑誌名なのだから、架空の雑誌として小説に登場させれば当時の記憶がある人にとって実在した雑誌との区別がつきにくくて混乱のもとになるのは避けられない（時代色が出ていることと引き換えにするようなことではない）。
- 7倍という根拠がよくわからないので、21万人を3日間で割ったと感じた。また、この発言をしている登場人物は音楽雑誌の一記者であるが、そういう人間が後日ならともかくコンサート前に、関係筋にどれだけ消えて実質倍率がどうかわかっているというのは無理な設定である。
- 「チケット」という言葉については、主人公のチケットを破いてしまう柄の悪いプロレスラーのような男達も「チケット」と言っている。1966年のチンピラやくざが当時もっともおしゃれな日本テレビで先を行っていた人とおなじ言葉を使っている（チケットという言い方に十分な考証がなされた結果とは思えない）。
- 「昔はドノヴァンと呼ばれていたんだけど」というのを「昔はドノヴァン・ハットと呼ばれていたんだけど」と正すことが、会話を説明的にしてしまうとは思えない（そもそもビートル・キャップを説明する登場人物の会話である）。小林の小説作法と関係することとも思えない。
- 加山雄三はスターだったと小林自身も書いているのだから「加山雄三は恥ずかしい」というのは1966年の空気を正しく伝えることにならない。
- 「E・H・エリックが曲を紹介した」という対談での発言はどうなったのか。
- この小説は二本の映画にビートルズをくっつけており、ビートルズやビートルズ・ファンや読者を侮辱していると感じた。

これをもって、松村は同小説および同小説についての小林の対応を名指しで批判することを止めた。

### 事態の収拾・その後
この件に関する文章は、松村・小林ともに単行本には収録していない。
小林は後年（1999年12月13日）、「いじめやいやがらせ、はどんな世界にもある。出版の世界にだって、いくらでもある。ぼく自身、いわれのない言いがかりをつけられたことがあるが、とりあえず忍耐するしかなかった。かりに殺したい気持があったとしても」（『最良の日、最悪の日』）とも述べた。
一方、ジョージ・ハリスンが死去した後の『ロッキング・オン』誌の渋松対談にて松村は「評価の定まっている芸人が死ぬと、必ずその人のことを書いて本にする作家がいるけど、その作家はビートルズに詳しいふりをしているからジョージの本も出すかと思ってたけど、さすがに出さなかったな。」（ロッキング・オン 2004年4月号）と発言している。なお、小林は実際に日本および米国の喜劇人について深い造詣をもつことで広く知られており、「ビートルズに詳しいふりをしている」というのはそのことと対比させた言い方である。